# Melanargia rutae
Melanargia rutae är en fjärilsart som beskrevs av Felix Bryk 1940. Melanargia rutae ingår i släktet Melanargia och familjen praktfjärilar. Inga underarter finns listade i Catalogue of Life.